# Linda Hofstad Helleland

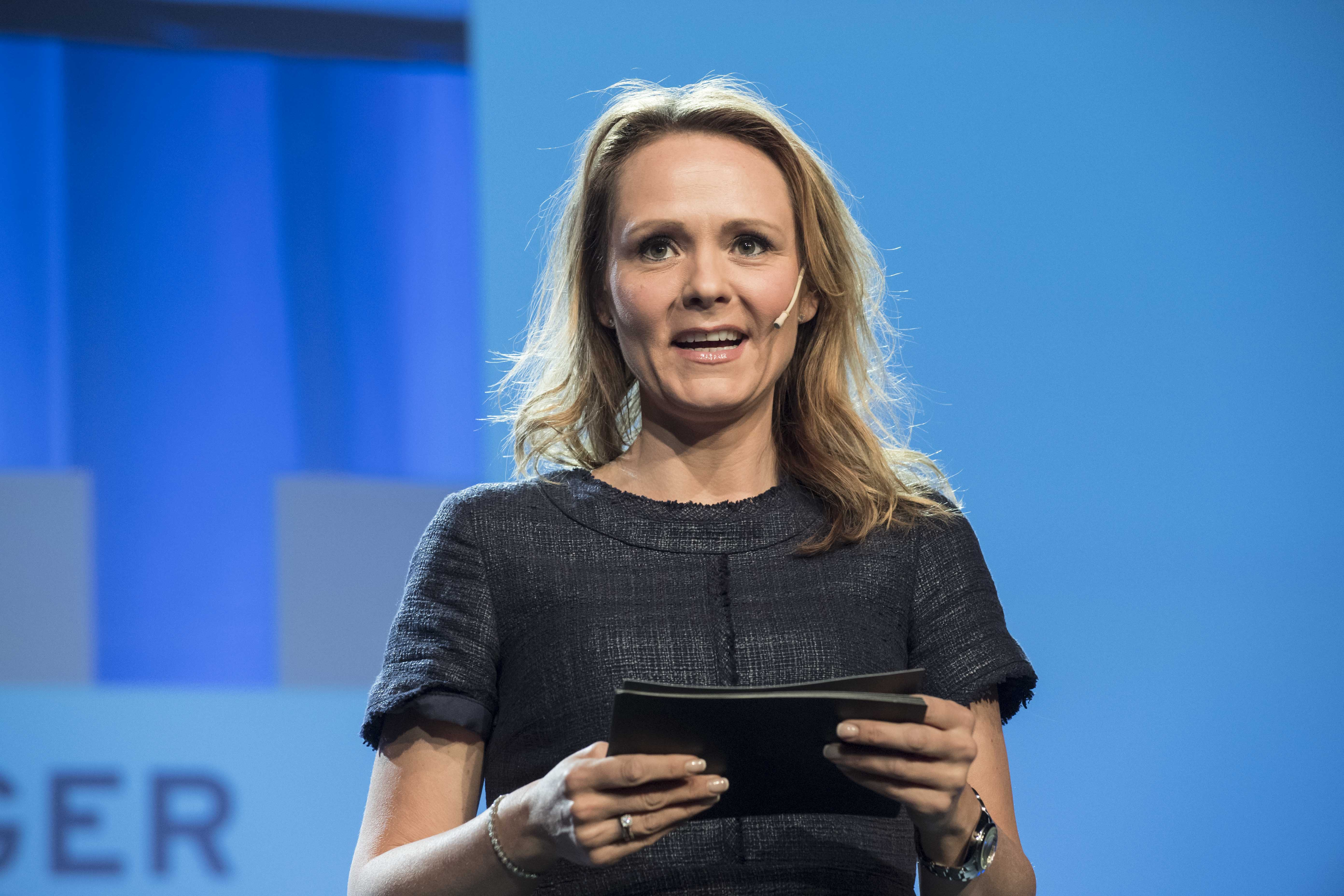
Linda Hofstad Helleland, 2017

Linda Cathrine Hofstad Helleland (* 26. August 1977 in Klæbu) ist eine norwegische Politikerin der konservativen Partei Høyre. Von 2001 bis 2005 war sie Abgeordnete im Storting, seit 2009 ist sie es erneut. Zwischen Dezember 2015 und Januar 2018 war sie die Kulturministerin, anschließend bis Januar 2019 die Kinder- und Gleichstellungsministerin ihres Landes. Von Januar 2020 bis Oktober 2021 war sie Digitalisierungs- und Distriktsministerin. Von 2017 bis 2019 war sie Vize-Vorsitzende der Welt-Anti-Doping-Agentur (WADA).

## Leben
Nach dem Abschluss der weiterführenden Schule im Jahr 1997 studierte sie von 1998 bis 2000 Medienwissenschaften, Staatswissenschaften und Soziologie an der Technisch-Naturwissenschaftlichen Universität Norwegens (NTNU). Während ihrer Studienzeit saß sie von 1999 bis 2000 der Jugendorganisation Unge Høyre im damaligen Fylke Sør-Trøndelag vor. Von 2000 bis 2001 arbeitete sie als Organisationssekretärin der Unge Høyre, im Jahr 2001 war sie in Teilzeit als Pflegeassistentin tätig. Zudem war sie in der Lokalpolitik engagiert und sie saß zwischen 1999 und 2001 im Stadtrat von Trondheim.

### Stortingsabgeordnete
Bei der Parlamentswahl 2001 zog Helleland nicht direkt in das norwegische Nationalparlament Storting ein. Sie wurde stattdessen Vararepresentantin, also Ersatzabgeordnete. Als solche kam sie die gesamte Legislaturperiode lang als Ersatz für ihren Parteikollegen Børge Brende, der als Minister sein Mandat ruhen lassen musste, zum Einsatz. Helleland vertrat den Wahlkreis Sør-Trøndelag und saß im Justizausschuss. Ab 2004 wirkte Helleland als frauenpolitische Vorsitzende ihrer Partei. Bei der Wahl 2005 wurde sie erneut Vararepresentantin, durch Brendes Ausscheiden aus der Regierung kam sie aber nur kurz zum Einsatz. Helleland studierte anschließend erneut an verschiedenen Hochschulen und sie arbeitete zwischen 2007 und 2008 für die Pressestelle ihrer Partei. In den Jahren 2008 bis 2009 stand sie schließlich der Høyre-Partei in Sør-Trøndelag vor.
Bei der Stortingswahl 2009 zog sie schließlich erstmals direkt in das Parlament ein. Sie vertritt seitdem den Wahlkreis Sør-Trøndelag. Helleland wurde dort Mitglied im Familien- und Kulturausschuss. Nach der Stortingswahl 2013 übernahm sie bis Dezember 2015 den Vorsitz des Transport- und Kommunikationsausschusses.

### Ministerin
Am 16. Dezember 2015 wurde Helleland im Rahmen eines Kabinettumbaus der Regierung Solberg als Nachfolgerin ihrer Parteikollegin Thorhild Widvey zur neuen Kulturministerin ernannt. Dieses Amt übte sie bis zum 17. Januar 2018 aus, als sie nach dem Regierungsbeitritt der Partei Venstre bei einer erneuten Regierungsumbildung zur neuen Kinder- und Gleichstellungsministerin ernannt wurde. Als dieser Posten durch den Regierungsbeitritt der Kristelig Folkeparti (KrF) an den KrF-Politiker Kjell Ingolf Ropstad fiel, schied Helleland am 22. Januar 2019 aus der Regierung aus.
Nachdem sie während ihrer Zeit als Ministerin ihr Mandat im Storting hatte ruhen lassen müssen, kehrte sie im Januar 2019 in das Parlament zurück. Sie wurde dort Mitglied im Wirtschaftsausschuss. Am 24. Januar 2020 wurde sie bei einem erneuten Umbau, der dem Regierungsaustritt der Fremskrittspartiet (FrP) folgte, zur Distrikts- und Digitalisierungsministerin ernannt. Das Ministeramt ist neben dem des Kommunalministers im Kommunal- und Modernisierungsministerium angesiedelt. Ihre Amtszeit als Ministerin endete am 14. Oktober 2021 mit dem Abtritt der Regierung Solberg.
Nachdem sie erneut ihr Mandat als Regierungsmitglied ruhen gelassen hatte, kehrte sie nach der Wahl 2021 in das Storting zurück. Dort wurde Helleland erneut Mitglied im Wirtschaftsausschuss. Im Oktober 2023 gab sie bekannt, bei der Parlamentswahl 2025 nicht erneut kandidieren zu wollen. Im Juni 2024 wechselte sie während der laufenden Legislaturperiode in den Bildungs- und Forschungsausschuss.

### Welt-Anti-Doping-Agentur
Im November 2016 wurde sie zur Vize-Vorsitzenden der Welt-Anti-Doping-Agentur (WADA) gewählt. Sie trat dabei für den vollständigen Ausschluss russischer Athleten bei Olympischen Spielen ein. Im November 2019 veröffentlichte sie das Buch Ren idrett, skittent spill (deutsch: Reiner Sport, dreckiges Spiel), in welchem sie die WADA kritisierte. Im November 2019 wurde ihre Nachfolgerin für den stellvertretenden Vorsitz, die ehemalige chinesische Shorttrack-Läuferin Yang Yang, gewählt.

### Privates
Linda Hofstad Helleland ist mit dem Høyre-Politiker Trond Helleland verheiratet.

## Positionen
Im Vorlauf zur Parlamentswahl 2021 wurde Helleland Leiterin des Programmausschusses, der für die Erstellung des Wahlprogramms der Høyre zuständig ist. Im April 2020 erklärte sie, dass man im Zuge der COVID-19-Pandemie und der damit einhergehenden steigenden Arbeitslosigkeit Änderungen im Wahlprogramm für die Parlamentswahl 2021 vornehmen müsse. Norwegen solle in Zukunft weniger Rücksicht auf die Umwelt nehmen, um neue Arbeitsplätze zu schaffen. Ihre Aussagen wurden von vielen Seiten kritisiert, auch die Parteivorsitzende Erna Solberg erklärte, dass sie mit Hellelands Äußerungen nicht einverstanden sei.